# 三泉駅
三泉駅（サムチョンえき、朝鮮語: 삼천역）は、朝鮮民主主義人民共和国の黄海南道三泉郡の駅で、殷栗線に属する。 

## 隣の駅
殷栗線
黄海龍門駅 - 三泉駅 - 月峰駅